# Hưng Điền, Tây Ninh
Hưng Điền là một xã thuộc tỉnh Tây Ninh, Việt Nam. Xã này là cực tây của tỉnh Tây Ninh.

## Địa lý
Xã Hưng Điền có vị trí địa lý:
- Phía đông giáp xã Khánh Hưng và xã Vĩnh Hưng.
- Phía tây giáp xã Tân Thành thuộc tỉnh Đồng Tháp.
- Phía nam giáp xã Vĩnh Thạnh.
- Phía bắc giáp Vương quốc Campuchia.

Xã Hưng Điền có diện tích tự nhiên là 131,16 km², quy mô dân số năm 2025 là 19.308 người.

## Lịch sử
Ngày 24 tháng 3 năm 1994, theo Nghị định 27-CP, thực hiện chia tách huyện Vĩnh Hưng tỉnh Long An, thành lập xã Hưng Điền trên cơ sở tách một phần diện tích, nhân khẩu xã Hưng Điền B và hai xã này thuộc huyện mới là Tân Hưng, tỉnh Long An.

### Năm 2025
- Ngày 12 tháng 6 năm 2025, Quốc hội khóa XV ban hành Nghị quyết số 202/2025/QH15 về việc sắp xếp đơn vị hành chính cấp tỉnh[6]. Theo đó, sắp xếp toàn bộ diện tích tự nhiên, quy mô dân số của tỉnh Long An và tỉnh Tây Ninh thành tỉnh mới có tên gọi là tỉnh Tây Ninh.

- Ngày 16 tháng 6 năm 2025, Ủy ban Thường vụ Quốc hội khóa XV ban hành Nghị quyết số 1682/NQ-UBTVQH15 về việc sắp xếp các đơn vị hành chính cấp xã của tỉnh Tây Ninh năm 2025[7]. Theo đó, sắp xếp toàn bộ diện tích tự nhiên, quy mô dân số của các xã Hưng Hà, Hưng Điền B và Hưng Điền [huyện Tân Hưng] thành xã mới có tên gọi là xã Hưng Điền.